# トラストクリエイション
株式会社トラストクリエイション（英名：TRUST CREATION）は、テレビ番組の制作や映像ソフト・インターネットによるソフトウェアの企画・制作に率いる制作プロダクションである。2001年（平成13年）4月2日設立。

## 会社所在地
- 本社 - 東京都渋谷区松濤1丁目27番7号　東信松濤マンション103号
- 大阪支社 - ※平成27年2月27日をもって大阪支社を一時閉鎖致

## 役員
- 代表取締役 : 伊藤博克
- 取締役 : 村松弘一

## 所属スタッフ
- 伊藤博克（代表取締役／プロデューサー兼チーフディレクター）
- 村松弘一（取締役／ディレクター）

## 主な制作協力番組

### 現在
レギュラー番組
- オトナヘノベル（NHK Eテレ）
- 団塊スタイル（NHK Eテレ）
- ハートネットTV（NHK Eテレ）
- サキどり↑（NHK総合）

スペシャル番組
- 「明日へー支えあおうー 」三十一文字の思い（NHK総合）
- ETV50子どもサポートネット（NHK教育）
- ETV特集「石ﾉ森章太郎〜サイボーグ009を作った男〜」（NHK教育）
- とことん！石ﾉ森章太郎（NHK BS-2）
- その時歴史が動いた　スペシャル　もう一度聞きたい あの人の言葉（NHK総合）
- モリゾー・キッコロ 春だ！森へいこうよ（NHK教育）
- 世界の母さんニッポンに生きる!（NHK総合）

### 過去
レギュラー番組
- オトナへのトビラTV（NHK Eテレ）
- MAGネット（NHK BS-2）
- マンガノゲンバ（NHK BS-2）
- モリゾー・キッコロ 森へいこうよ!（NHK教育）
- 福祉ネットワーク（NHK教育）
- ぐるっと関西おひるまえ・火，水曜日（NHK大阪）
- ストレッチマン・ハイパー（NHK教育/大阪）
- 週刊トラトラタイガース（よみうりテレビ）
- 雨スポシリーズ（よみうりテレビ）

雨スポ流⇒雨スポSTYLE⇒雨スポ
- ぶちぬき・水曜日（テレビ東京）
- 親子で学ぼう!サッカーアカデミー（BS日テレ）

スペシャル番組
- 勇者のスタジアム〜プロ野球好珍プレー〜（日本テレビ）
- 徳光&所のスポーツえらい人グランプリ（日本テレビ）
- 江川・掛布のゴルフ巨人・阪神戦（よみうりテレビ）
- プロ野球オールスター場外乱闘ホントのところ日本一はどこなんだスペシャル（関西テレビ）